# Walory przyrodnicze
Walory przyrodnicze – tworzą zespół elementów przyrodniczych będących przedmiotem zainteresowania turysty, mają do odegrania szczególną rolę w realizacji wypoczynkowej funkcji czasu wolnego. Wśród walorów przyrodniczych, dających turyście pełnię satysfakcji z uprawiania turystyki, wymienia się: 
- klimat
- wody
- rzeźba terenu
- bogactwa naturalne

występujące na obszarze recepcji turystycznej